# Cedric Moodie
Cedric Moodie (South Bend, Indiana, 20 de noviembre de 1978) es un exbaloncestista estadounidense. Jugó profesionalmente en ligas menores de su país y en varios países de Latinoamérica como México, Chile, Venezuela, Argentina y Ecuador. También realizó una gira con los Harlem Globetrotters. Se retiró jugando en Canadá. 

## Trayectoria
Moodie asistió a la Washington High School de South Bend, Indiana, donde se destacó jugando para los Panthers (en 1997 fue incluido en el Indiana All-Stars juvenil).
Fue reclutado por la Universidad Estatal Ball en 1998. Jugó tres temporadas para los Cardinals en la Mid-American Conference de la División I de la NCAA. Su última temporada en el baloncesto universitario, sin embargo, transcurrió en la División II de la NCAA, jugando para los Indianapolis Greyhounds en la Great Lakes Valley Conference.
A partir de 2002 comenzó a jugar profesionalmente. Tras actuar en la USBL, se unió a los Harlem Globetrotters para la temporada 2003-04. Luego de ello jugó con el St. Louis Flight de la American Basketball Association.
En 2005 jugó para los Kansas Cagerz de la United States Basketball League, los Billings Rims de la All-American Professional Basketball League, y los Gary Steelheads de la Continental Basketball Association. Al año siguiente se consagraría campeón de la International Basketball League con el Elkhart Express -siendo además nombrado MVP de las finales- antes de partir hacia México y realizar su primera experiencia como jugador extranjero con los Gambusinos de Fresnillo.
Jugó la primera fase de la Liga Sudamericana de Clubes 2007 con la Universidad de Concepción de Chile, y luego actuó en la Liga Profesional de Baloncesto de Venezuela con los Trotamundos de Carabobo. Regresó a su país para reconquistar el título de campeón de la IBL con el Elkhart Express.
A principios de noviembre de 2007 acordó su incorporación al Pittsburgh Xplosion, en lo que sería su retorno a la CBA. Pero unos días después rescindió su contrato y partió hacia la Argentina para hacer su primera experiencia en la Liga Nacional de Básquet como refuerzo de Peñarol de Mar del Plata. Posteriormente jugaría en otros equipos del país sudamericano como Independiente de Neuquén, Boca Juniors y Lanús.
Jugó la temporada inaugural 2011-12 de la NBL de Canadá con los Quebec Kebs, regresando en 2012 a Sudamérica para actuar primero con el equipo argentino Quilmes de Mar del Plata y luego con el equipo ecuatoriano Universidad Tecnológica Equinoccial.
Culminó su carrera como deportista profesional en el baloncesto canadiense.
En 2022 fue incluido al Salón de la Fama del Baloncesto de Indiana.